# Irredentismo italiano in Istria

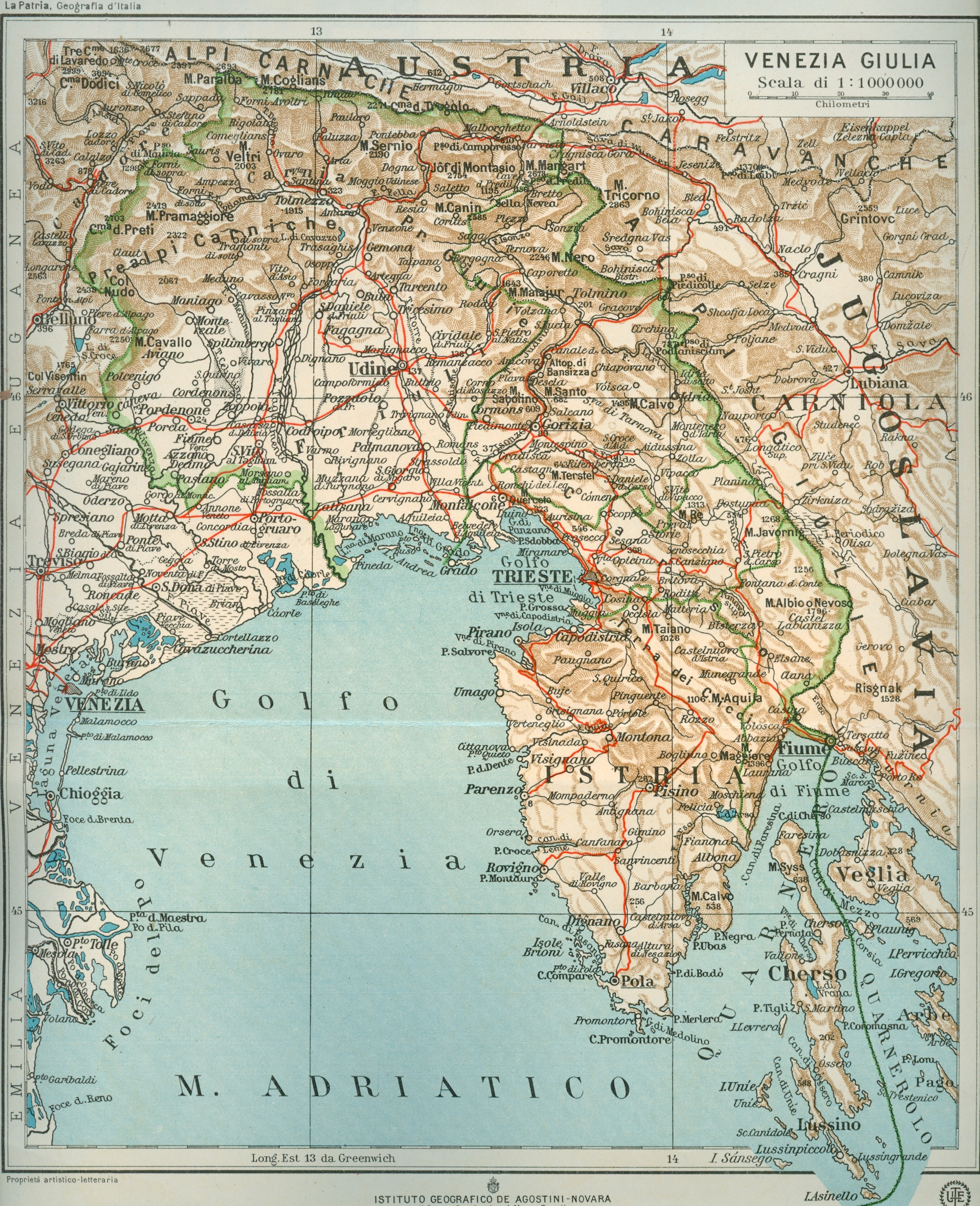
L'Istria nella Venezia Giulia italiana dopo la prima guerra mondiale, quando fu coronato con successo l'irredentismo italiano in Istria

L'Irredentismo in Istria era il movimento esistente tra gli istriani di etnia italiana che nell'Ottocento e Novecento promuoveva l'unione dell'Istria al Regno d'Italia.

## Vicende storiche
Nella prima metà dell'Ottocento l'Istria era passata sotto l'Austria. Come conseguenza della terza guerra d'indipendenza italiana, che portò all'annessione del Veneto al Regno d'Italia, l'amministrazione imperiale austriaca, per tutta la seconda metà del XIX secolo, aumentò le ingerenze sulla gestione politica del territorio per attenuare l'influenza del gruppo etnico italiano temendone le correnti irredentiste. Durante la riunione del consiglio dei ministri del 12 novembre 1866 l'imperatore Francesco Giuseppe I d'Austria tracciò un progetto di ampio respiro mirante alla germanizzazione o slavizzazione dell'aree dell'impero con presenza italiana:
(Francesco Giuseppe I d'Austria, consiglio della Corona del 12 novembre 1866.)
In seguito il nascente nazionalismo italiano iniziò a manifestarsi, specialmente a Capodistria.
(Gabriele Bosazzi, membro dell'Unione degli Istriani)
Nel 1861 l'Istria, in occasione della proclamazione del Regno d'Italia, e nel 1866, dopo la terza guerra d'indipendenza, non fu unita all'Italia, per cui molti istriani si organizzarono per ottenere questa unione, abbracciando l'irredentismo italiano. Del resto gli irredentisti volevano l'annessione dell'Istria all'Italia perché la ritenevano terra irredenta in quanto culturalmente parte del retaggio identitario italiano e geograficamente inclusa nei confini naturali dell'Italia fisica.

Immagine dell'11 novembre 1918 a Fiume, celebrando il Regno d'Italia

Nel 1894 l'introduzione del bilinguismo italiano-slavo, in città con decisa prevalenza etnica  italiana aumentò i malumori, che a Pirano sfociarono in una rivolta, che tuttavia non modificò la politica asburgica.
Nel 1909 la lingua italiana venne vietata però in tutti gli edifici pubblici e gli italiani furono estromessi dalle amministrazioni comunali. Queste ingerenze, insieme ad altre azioni di favoreggiamento al gruppo etnico slavo ritenuto dall'impero più fedele alla corona, esasperarono la situazione andando ad alimentare le correnti più estremiste e rivoluzionarie.
Il più noto di questi irredentisti istriani fu Nazario Sauro, tenente di vascello della Regia Marina nel primo conflitto mondiale, che fu giustiziato dall'Austria-Ungheria: solo nel 1918 l'Istria fu "redenta" (ossia unita alla madre patria). Ad un patriota capodistriano, il generale Vittorio Italico Zupelli, già distintosi nella Guerra italo-turca (1911-1912), fu addirittura affidato il "Ministero della guerra" italiano durante il primo conflitto mondiale.
Durante la Grande Guerra si ebbe l'internamento nelle province continentali dell'Impero austro-ungarico di quasi 100.000 civili di nazionalità italiana provenienti dalla Venezia Giulia (e in particolare dalla Carsia e dall'Istria), nonché  e dalla Dalmazia, con interi consigli comunali. Questa misura fu voluta dagli austriaci per la manifesta ostilità anti-asburgica e filo-italiana di tali regioni. Vi fu la deportazione in massa della popolazione istriana di lingua italiana in veri e propri lager quali quelli di Wagna e Pottendorf, dove molti di loro, soprattutto vecchi e bambini, trovarono la morte a causa delle proibitive condizioni di vita.
Complessivamente furono svariate migliaia gli italiani dell'Istria che vi perirono di stenti e malattia.
Vi fu anche un esodo in territorio italiano di circa 40.000 persone provenienti dalle stesse province adriatiche, proprio per evitare le misure repressive dell'Austria. Negli ultimi anni di guerra si fece sempre più accesa nella popolazione italiana dell'Istria, di Fiume e della costa dalmata l'attesa di una vittoria dell'Italia e di una “redenzione” delle loro regioni dal giogo austriaco e dal pericolo di un'annessione ad uno Stato slavo unitario.
Come conseguenza si ebbe un'accoglienza festosa dei soldati e dei marinai italiani da parte delle popolazioni di Fiume e delle città istriane (ed anche dalmate) nei primi giorni del novembre 1918, dopo la Battaglia di Vittorio Veneto, come attestano le documentazioni filmate e fotografiche.